# Władimir Safronow
Władimir Konstantinowicz Safronow, ros. Владимир Константинович Сафронов (ur. 29 grudnia 1934 w Irkucku, zm. 26 grudnia 1979 w Moskwie) – radziecki bokser, mistrz olimpijski z 1956.
Walczył w wadze piórkowej (do 57 kg).
Urodził się w Irkucku, lecz wychował w Ułan Ude. Tam też rozpoczął naukę boksu. W 1951 powrócił do Irkucka i rozpoczął naukę w szkole plastycznej. Kontynuował tam trening bokserski. W 1954 odniósł pierwszy sukces – zdobył brązowy medal mistrzostw RFSRR.
W 1956 został niespodziewanie powołany do reprezentacji Związku Radzieckiego na igrzyska olimpijskie w Melbourne, w zastępstwie Aleksandra Zasuchina, który złamał palec podczas treningowej gry w koszykówkę. Na igrzyskach sprawił sensację wygrywając cztery walki (w tym półfinałową z Henrykiem Niedźwiedzkim i finałową z mistrzem Europy z 1955 Anglikiem Tommym Nichollsem) i zdobywając pierwszy złoty medal olimpijski dla ZSRR w boksie. Otrzymał po tym tytuł Zasłużonego Mistrza Sportu.
Zdobył brązowy medal na mistrzostwach Europy w 1957 w Pradze zdobył brązowy medal po porażce w półfinale z późniejszym mistrzem Dimityrem Welinowem z Bułgarii. Zwyciężył w pierwszych Mistrzostwach Armii Zaprzyjaźnionych w 1958 w Lipsku. Na mistrzostwach Europy w 1959 w Lucernie przegrał pierwszą walkę w Wolfgangiem Behrendtem z NRD.
Władimir Safronow był mistrzem ZSRR w kategorii piórkowej w 1958 i 1962 oraz wicemistrzem w 1963.
Po zakończeniu kariery pracował jako redaktor graficzny w wydawnictwie „Fizkultura i sport”. Cierpiał na uzależnienie od alkoholu. Zmarł przed ukończeniem 45 lat. Jest pochowany na Cmentarzu Kuncewskim w Moskwie.